# Ready Saturday Go
『Ready Saturday Go』（レディ・サタデー・ゴー）は、2019年4月6日から2021年3月27日までエフエム東京 (TOKYO FM) で放送されていたラジオ番組。パーソナリティは綿谷エリナ。通称はレディサタで番組公式ハッシュタグにも使用されている。

## 放送時間
いずれも日本標準時。
2019年4月6日-9月28日
- 土曜6:00 - 7:00・7:25 - 7:30・7:55  - 8:20[1]

7:00 - 7:25の『英語のアルク presents 丸山茂樹のMOVING SATURDAY』と7:30 - 7:55の『アース製薬 Dream Shot 〜輝けゴルファー』は、本番組とは別番組扱いになっていた。また、7:25 - 7:30のブロックは事実上TOKYO FM トラフィックレポートのみの放送となっていた。
2019年10月5日-2020年9月26日
- 土曜6:00 - 6:55

※6:55以降の番組内フロートは独立番組に変更して継続。また、6:55 - 7:00と07:55以降の番組はドライバーズ・インフォと25分の新番組に変更。
2019年10月5日から12月28日までは、フロート番組として「感じて、漢字の世界」が6:30頃に流されていた。
2020年7月より最終土曜日の6:29頃から『太田奈緒のサステナブル・ドリーム』（10分のフロート番組）を放送。
2020年10月3日-2021年3月27日
- 土曜6:00 - 7:00

6:55の『ドライバーズ・インフォ』は廃し、トラフィックリポートのみレディサタ本編に編入。
綿谷はこのあと7:25、7:55、8:55、9:55、11:55の『TOKYO FM サタデーNAVI』を兼任する。
番組終了後、当該時間はエフエム大阪制作『サタ☆スポ』のネットが復活したが、TOKYO FMでは6:55で飛び降り。「サタデーNAVI」を設置し、この後の時間帯を含め引き続き綿谷が請け負っている。